# Wayhwa
Wayhwa (сценический псевдоним кит. 蔚華, пиньинь Wayhwa; также сценический псевдоним Вэй Хуа, кит. 蔚华, пиньинь Wei Hua; настоящее имя Ван Вэйхуа, пиньинь Wang Weihua; 1962, Пекин) — китайская певица, рок-музыкант, одна из немногих китайских женских рок-звёзд 1990-х годов.

## Биография
Вэй Хуа родилась в Пекине, в семье военного. С детства увлекалась театром и пением, а позже и западной музыкой. Поступила в Пекинский радиовещательный колледж, и в конце 1980-х стала известна на всю страну как ведущая английской новостной программы на CCTV News. Ей пришлось покинуть должность после интервью, во время которого она выразила сочувствие студенческим протестам 1989 года.
Уйдя с телевидения, Вэй Хуа стала солисткой одной из первых китайских рок-групп «Дыхание» (кит. 呼吸), но в 1990 году группа распалась, так как Вэй Хуа рассталась со своим бойфрендом (гитаристом и автором песен группы).
В 1995 году Вэй Хуа вернулась на сцену с сольным альбомом «Модернизация» (кит. 现代化), который получил большую популярность среди любителей рок-музыки. В этом альбоме Вэй Хуа критикует не только политику и государство, но и само китайское общество, считая их бесчувственными, безжизненными и скупыми на эмоции. В своих композициях она призывает людей пробудиться, выйти из состояния безразличия и вернуться к жизни.
В 1999 году Вэй Хуа выпустила второй сольный альбом «Кислотный дождь» (кит. 酸雨). Альбом в целом сохранил стиль «Модернизации», но в качестве новых элементов добавились различные психоделические и электронные элементы. Несмотря то, что «Кислотный дождь» был хорошо принят публикой, альбом не принёс коммерческого успеха. После этого Вэй Хуа покинула сцену.